# Chollima-Bewegung

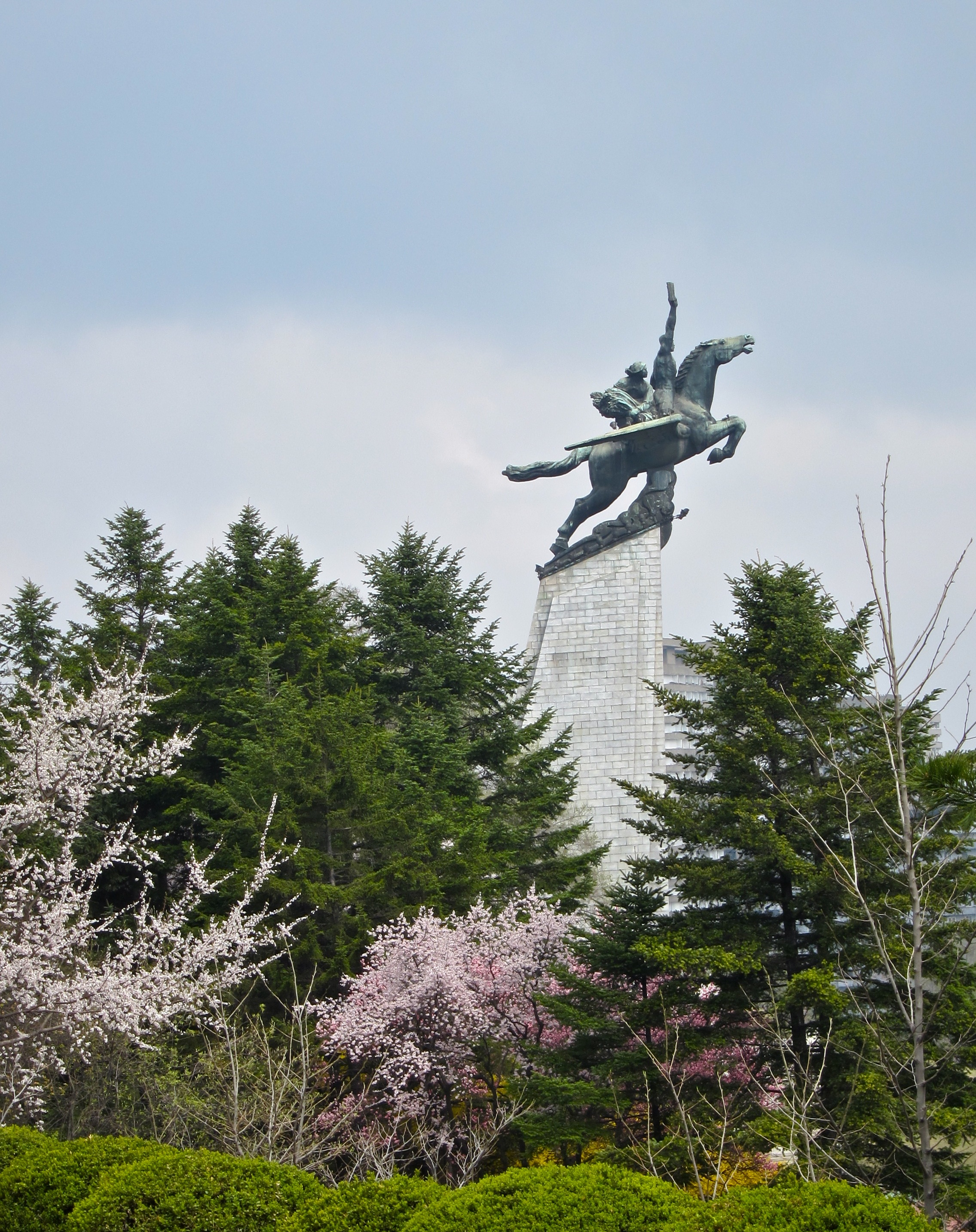
Ch’ŏllima-Statue

Die Chollima-Bewegung war Maßnahme zur Massenmobilisierung in Nordkorea analog zur sowjetischen Stachanow-Bewegung in den 1950er und 1960er Jahren, mit deren Hilfe die Staatsführung des Landes schnelle wirtschaftliche Fortschritte erzielen wollte.
Die Bewegung wurde mit Beginn des Fünfjahresplanes 1957–61 ins Leben gerufen. Die in diesem Fünfjahresplan vorgesehenen Produktionssteigerungen in der Industrie um 21 % stießen auf Widerstände in der Staatlichen Planungskommission, die das Ziel von 230.000 Tonnen Roheisen und 60.000 Tonnen gewalztem Stahl als unrealistisch betrachtete und davon ausging, dass die Kapazitäten bei maximal 190.000 Tonnen Roheisen lagen. Der Staatschef und „Große Führer Genosse Kim Il-sung“ besuchte daraufhin die Kim-Chaek-Eisenhütte und das Stahlwerk Kangson und motivierte dort die Arbeiter zu größeren Leistungen. Im Jahre 1957 wurde eine Produktion von 270.000 Tonnen Roheisen und 120.000 Tonnen gewalztem Stahl verzeichnet und die Planungskommission für Passivismus und Bürokratismus kritisiert. Die nordkoreanische Propaganda schlussfolgerte daraus, dass die kreative Kraft der Werktätigen unerschöpflich sei und rief die Chollima-Bewegung ins Leben.
Die Bewegung begann als Abbild der Stachanow-Bewegung, wo sich einzelne Arbeiter um Höchstleistungen bemühten und miteinander im Wettbewerb standen. Später wurde die Bewegung auf gesamte Arbeitsbrigaden übertragen und von der Industrie auf alle Wirtschaftsbereiche ausgedehnt. Anders als beim Großen Sprung nach vorn in der Volksrepublik China ging die Chollima-Bewegung nicht mit Kollektivierungen in der Landwirtschaft einher. Sie war die erfolgreichste Bewegung in der Geschichte Nordkoreas und führte zu scheinbar wundersamen Produktivitätszuwächsen. Das Wachstum der Industrieproduktion belief sich im Jahre 1957 auf 44 %, im Jahre 1958 auf 42 % und im Jahre 1959 auf 53 %, so dass man den Fünfjahresplan 1957–61 nach nur dreieinhalb Jahren als erfüllt betrachtete. Die späten 1950er und frühen 1960er Jahre brachten eine Generation optimistischer Jugendlicher hervor, die nach den Zerstörungen des Korea-Krieges eine schnelle Verbesserung ihrer Lebensumstände erlebt hatten und an die Überlegenheit des Sozialismus glaubten. Die Chollima-Bewegung hatte kein offizielles Ende und war etwa um 1975 abgeklungen.
Der nordkoreanische Staatschef Kim Il-sung rief „die Massen“ später wiederholt zu Sonderanstrengungen auf, wenn Produktivitätssteigerungen notwendig waren. Die Ch’ŏllima-Statue in Pjöngjang wurde zu Ehren dieser Bewegung errichtet. Sie zeigt das mythische Pferd Ch’ŏllima, das der Legende nach an einem Tag 1000 koreanische Meilen laufen konnte und für die Bewegung namensgebend war.